# Mogi Mirim
Mogi Mirim ist eine Stadt im brasilianischen Bundesstaat São Paulo. 2022 lebten in Mogi Mirim nach offizieller Schätzung 92.558 Menschen auf 499 km².

## Geographie

### Distrikte
Die Gemeinde ist in Distrikte unterteilt:
- Mogi Mirim – Hauptdistrikt
- Martim Francisco

## Geschichte
Die Gemeinde wurde 1769 durch Landesgesetz gegründet.

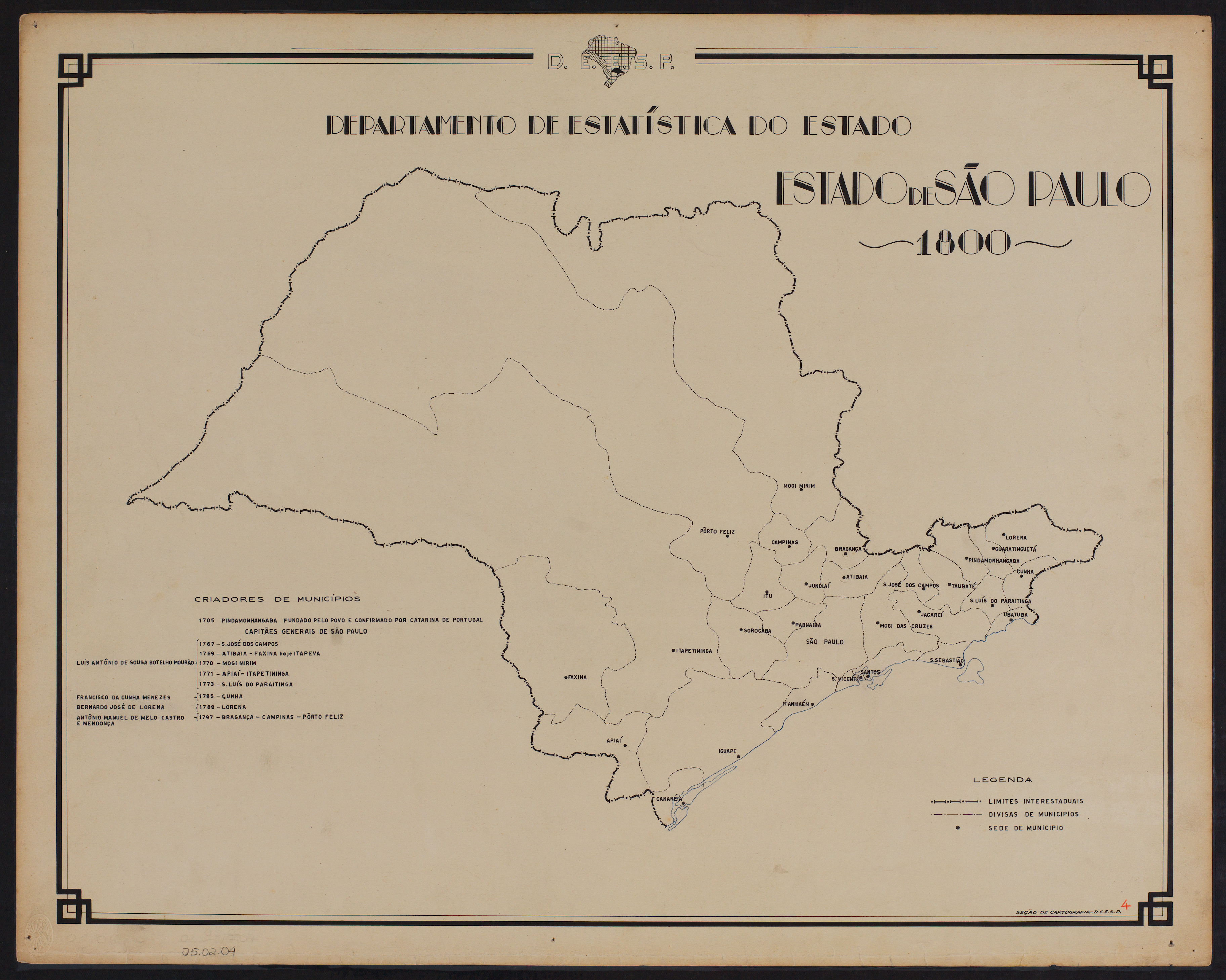
Karte des Bundesstaates São Paulo (1800).

## Bevölkerung
| Bevölkerungsentwicklung | Bevölkerungsentwicklung |
| Jahr                    | Bevölkerung             |
| ----------------------- | ----------------------- |
| 1920                    | 37.700                  |
| 1940                    | 40.625                  |
| 1950                    | 29.783                  |
| 1960                    | 27.783                  |
| 1970                    | 36.301                  |
| 1980                    | 50.633                  |
| 1991                    | 64.753                  |
| 2000                    | 81.467                  |
| 2010                    | 86.505                  |
| 2022                    | 92.558                  |
| [ 4 ] [ 5 ] [ 6 ]       |                         |

## Religion
Das Christentum ist in der Stadt wie folgt vertreten:

### Römisch-katholische Kirche
Die römisch-katholische Gemeinde ist Teil des Bistums Amparo.

### Protestantische Kirche
In der Stadt gibt es die unterschiedlichsten evangelischen Glaubensrichtungen, hauptsächlich Pfingstler, darunter die brasilianischen Assemblies of God, die Christliche Kongregationalistische Kirche in Brasilien, und andere.

## Persönlichkeiten
- Luiz Carlos Guarnieri (* 1971), Fußballspieler